# Highschool of the Dead
Highschool of the Dead (学園黙示録?, Gakuen mokushiroku, lett. "Apocalisse a scuola"), noto anche con l'acronimo H.O.T.D., è un manga scritto da Daisuke Satō e da Shōji Satō, serializzato su Monthly Dragon Age dal 9 agosto 2006 al 9 aprile 2013 e raccolto in 7 volumi tankōbon a cui si aggiunge una riedizione completamente a colori denominata Color Edition. A seguito della morte avvenuta nel 2017 dello sceneggiatore Daisuke Satō, il disegnatore Shōji Satō ha comunicato che l'opera non verrà conclusa, lasciandola di fatto senza un finale. La serie è stata pubblicata internazionalmente in numerose lingue e durante il Comic-Con 2010 è stata annunciata la sua pubblicazione anche negli Stati Uniti, nei quali è stata pubblicata anche una versione full color. In Italia i diritti della serie sono stati acquistati da Panini Comics che l'ha pubblicata sotto l'etichetta Planet Manga dal 21 marzo 2010 al 17 dicembre 2011, inoltre ha distribuito anche la Color Edition tra il 2012 e il 2014.
Un adattamento anime della serie è stato prodotto da Madhouse e trasmesso in Giappone a partire dal 5 luglio 2010 per poi concludersi il 27 settembre 2010. Un episodio OAV di Highschool of the Dead, intitolato Drifters of the Dead, è stato pubblicato in Giappone con il settimo volume del manga in Blu-ray il 26 aprile 2011. Originariamente la sua uscita era prevista per il febbraio dello stesso anno, ma è stata poi posticipata. In Italia i diritti dell'anime sono stati rilevati da Yamato Video che ha trasmesso la serie in streaming dal 16 settembre 2013 sul canale YouTube Yamato Animation in una versione con audio giapponese e sottotitolata in italiano. Una versione doppiata in italiano è stata resa disponibile sul servizio di streaming PlayYamato dove sono stati pubblicati i primi due episodi doppiati in italiano, rispettivamente il 16 e 23 dicembre 2015, mentre i restanti a partire da gennaio 2016 con cadenza di vari episodi al mese. Tale versione è stata successivamente riproposta su Man-ga dal 10 settembre al 19 novembre 2016.
La serie segue un gruppo di studenti giapponesi che devono cercare di sopravvivere ad una improvvisa epidemia che trasforma gli umani in zombie.

## Trama
Highschool of the Dead è ambientata ad aprile del 2010 a Tokyo, dove è improvvisamente scoppiata una pandemia a causa di un virus che trasforma gli esseri umani in zombie, eufemisticamente chiamati dai protagonisti della storia "loro". La storia ruota intorno a Takashi Komuro, uno studente giapponese della Fujimi High School, che sopravvive allo scoppio iniziale della pandemia insieme ad alcuni suoi compagni e all'infermiera della scuola, ed occasionalmente la trama segue le vicende di altri personaggi.
La storia inizialmente segue i tentativi di fuga o sopravvivenza dei superstiti della Fujimi High School, e man mano che la serie va avanti, vengono introdotti i temi legati al collasso della società, compreso il possibile abbattimento dei codici morali degli umani sopravvissuti.

## Personaggi
Takashi Komuro (小室 孝?, Komuro Takashi)
Doppiato da: Jun'ichi Suwabe (ed. giapponese), Andrea Oldani (ed. italiana)
Studente di 17 anni della Fujimi High School. Takashi è un ragazzo alto, snello e atletico dagli occhi castani e capelli scuri. Frequenta la stessa classe di Rei, di cui è amico sin dall'infanzia. È da sempre innamorato di lei, che promise di sposarlo quando erano bambini. Tuttavia, a causa dei troppi tentennamenti del ragazzo nei suoi confronti, Rei inizia a frequentare Hisashi, il migliore amico di Takashi. Takashi all'inizio della storia si vedrà costretto ad uccidere Hisashi, diventato uno zombie, per proteggere Rei. Bello, intelligente e inventivo Takashi finisce sempre col trovare il modo di uscire dalle situazioni critiche. Takashi fu tra i primi ad accorgersi che qualcosa di grave stesse accadendo nella scuola e a prendere una rapida decisione per salvare i suoi amici. Con l'andare avanti della storia, i suoi compagni lo eleggeranno leader del gruppo mostrando grandi qualità. Si riavvicinerà a Rei capendo di non poter mai smettere di amarla, mostrando però attrazione anche nei confronti di Saeko Busujima. Riuscirà anche a salvare una bambina di nome Alice, a cui erano stati uccisi i genitori, e di cui diventerà molto amico. Inizialmente usa una mazza da baseball, poi trova una Smith & Wesson Model 37 su un agente morto, in seguito un piede di porco, un Ithaca 37 e infine un Benelli M4.
Rei Miyamoto (宮本 麗?, Miyamoto Rei)
Doppiata da: Marina Inoue (ed. giapponese), Katia Sorrentino (ed. italiana)
Compagna di classe ed amica di Takashi sin dall'infanzia, Rei ha sempre avuto una palese cotta per l'amico, ma per punirne la timidezza aveva iniziato ad uscire con Hisashi, migliore amico del ragazzo. È una ragazza formosa, alta, magra, dai capelli castano chiaro e gli occhi marroni. Man mano che la storia procede Takashi e Rei si avvicineranno sempre più, riaccendendo quella passione che in fondo è sempre esistita tra loro. Nonostante l'aspetto fragile, Rei si rivelerà un'ottima combattente grazie all'uso del sōjutsu. Inizialmente nella stessa classe di Saeko, fu ingiustamente bocciata, come vendetta nei confronti del padre. Questi, un poliziotto, stava investigando su un caso di corruzione che riguardava il padre di Shido, uno degli insegnanti della sua scuola. Come risultato finale, Shido deliberatamente la fece bocciare. Rei di conseguenza non lo sopporta e a causa sua il gruppo si separerà da Shido ed i suoi seguaci. Anche se Rei è stata la ragazza di Hisashi, i suoi sentimenti per Takashi non si sono mai veramente affievoliti. Così come Saya, Rei si irrita quando Takashi resta solo con Saeko, anche se stanno semplicemente combattendo degli zombi. È una ragazza molto bella, impulsiva e coraggiosa che spesso non riesce a credere a quanto il mondo sia cambiato, sa benissimo di essere rivale di Saeko per le attenzioni di Takashi ma la considera comunque una compagna e un'amica. Rei combatte usando una lancia ottenuta da una ramazza e più tardi userà un fucile M1A, una versione civile del M14.
Saeko Busujima (毒島 冴子?, Busujima Saeko)
Doppiata da: Miyuki Sawashiro (ed. giapponese), Gea Riva (ed. italiana)
Studentessa dell'ultimo anno e presidente del club di kendō, Saeko è una combattente esperta e preparata, oltre che un personaggio riflessivo e con un forte senso dell'orgoglio, ed un elemento importantissimo per il proprio gruppo. Ha i capelli viola, gli occhi azzurri e pure lei si presenta alta e snella con delle forme accentuate. Sembra essere molto affezionata a Takashi, a cui confesserà di provare un piacere quasi sessuale nell'uccidere "loro". Non si sa molto della sua famiglia, a parte il fatto che il padre di Saya, Souichirou Takagi, fu addestrato nell'uso della spada proprio dal padre di Saeko. Come ringraziamento, Takagi le consegna una spada creata nell'armeria del Generale Murata durante l'Era Meiji. Quattro anni prima dell'inizio della storia, Saeko fu attaccata da un maniaco, ma lei, armata della sua spada di legno, vinse facilmente, infierendo gravemente sul malcapitato prima dell'arrivo della polizia. Anche se si trattò innegabilmente di legittima difesa, quest'esperienza rivelò le sue tendenze sadiche. Dopo aver raccontato la sua storia a Takashi, che la bacerà ammirato dal racconto, ed aver incontrato l'ennesimo gruppo di "loro", Saeko considererà per un momento di farsi uccidere. Tuttavia, Takashi la fermerà rivelandole la sua ammirazione. Dopo questo evento, lei accetterà le sue tendenze e combatterà al suo fianco. Saeko crede nella capacità di Takashi di guidare il gruppo nelle crisi. Saeko è una ragazza attenta e coraggiosa, non parla spesso e mantiene la calma quasi in tutte le occasioni. Inizialmente combatterà con una bokken e successivamente userà una katana.
Saya Takagi (高城 沙耶?, Takagi Saya)
Doppiata da: Eri Kitamura (ed. giapponese), Martina Felli (ed. italiana)
Figlia di un importante e ricchissimo uomo politico, Saya è una ragazza dotata di una grande intelligenza ed una spiccata inventiva, oltre ad essersi autonominata genio, nonostante ciò è parecchio nervosa e isterica nonché una gran fifona sebbene si rifiuti di ammetterlo. Come le altre ragazze anche lei presenta un corpo slanciato e formoso, ha occhi ambrati con i capelli rosa. All'inizio della serie porterà le lenti a contatto che poi sostituirà con gli occhiali. Si dimostra spesso rude con i compagni ma come dimostra in più occasioni non vuole lasciar morire nessuno di loro ed è molto affezionata a tutti. Cerca più volte di dare una mano in combattimento ma il più delle volte si fa prendere dal panico e si mette a piangere finendo con l'essere salvata, il più delle volte da Kota. Il ragazzo è innamorato perso di lei ma Saya finisce sempre con l'arrabbiarsi con lui sebbene col tempo finisca col rispettarlo molto e gli sia grata per tutte le volte che l'ha salvata, difatti i due si vedono spesso insieme. È la prima a rendersi conto che i non-morti sono ciechi, e che si lasciano guidare unicamente dai suoni. Ha un rapporto conflittuale con i genitori, persone estremamente capaci, quindi Saya cerca sempre di essere la migliore per dimostrarsi degna di loro poiché convinta che loro quasi non la considerino. Anche lei, come Rei, è amica d'infanzia di Takashi ed anche lei sembra provare dei sentimenti nei suoi confronti, completamente non ricambiati. Saya agisce da figura madre per la piccola Alice e farà di tutto per mantenere inalterata l'innocenza della piccola sgridando spesso Kota quando questi si mette a fare discorsi di armi con lei. Quando il gruppo era ancora intrappolato nella scuola, Saya uccide uno dei "loro" con un trapano. In seguito combatterà usando una pistola Luger P08. Nel manga proseguirà l'avventura con un fucile mitragliatore trovato nella stazione di polizia dove il gruppo si era recato per cercare il padre di Rei.
Kota Hirano (平野 コータ?, Hirano Kōta)
Doppiato da: Nobuyuki Hiyama (ed. giapponese), Francesco Mei (ed. italiana)
Kota è un otaku in sovrappeso ed esperto armi da fuoco e delle attrezzature militari, cosa che si rivelerà di grande aiuto per il gruppo. È sempre stato vittima di bullismo e non aveva molti amici, per questo tiene molto al nuovo gruppo formatosi, in particolare a Takashi che diventa il suo migliore amico. È innamorato perso di Saya Takagi, da cui però è trattato spesso abbastanza duramente nonostante la ragazza col tempo comincerà a rispettarlo. In genere dà il meglio di sé dalla lunga distanza. La sua ossessione con le armi lo ha portato ad allenarsi per un mese negli USA presso la Blackwater USA. All'inizio della storia la sua abilità aiuterà Saya a sopravvivere all'attacco iniziale. Kota è molto affezionato ad Alice e lo si vedrà spesso giocare con lei e cercare sempre di proteggerla e di non farle capire quanto sia spietata la situazione, nonostante finirà spesso per dirle quanto siano belle e utili le armi finendo sgridato da Saya. Inoltre, quando il gruppo raggiunge un centro commerciale, il ragazzo prova invidia per una poliziotta diciottenne, Asami Nakaoka. Tra i due nasce un'attrazione reciproca, e quando il gruppo decide di fuggire dal centro commerciale invaso da "loro", Asami decide di seguire Kota. La poliziotta, però, corre a salvare un ragazzo circondato da "loro", e viene circondata a sua volta. Kota è perciò costretto a spararle. Il ragazzo resta traumatizzato e rischia la follia, sennonché l'intervento combinato di Alice e della dottoressa Shizuka lo riporta alla normalità. Kota non pare conoscere stili di combattimento ravvicinati, ma fungerà da supporto con differenti armi da fuoco come ad esempio un AR-10 e la Smith & Wesson Model 37 datagli da Takashi. È un cecchino formidabile, riesce a colpire l'esatto punto che voleva anche a lunghissime distanze e anche in movimento, non vuole mai lasciare le sue armi poiché dice che grazie a queste ormai è diventato qualcuno e che ha finalmente degli amici nonostante essi lo considerino importante non solo per la sua bravura con le armi da fuoco. Quando comincia a sparare, Kota diventa tutt'altra persona e acquisisce tutta la fiducia in sé stesso che prima non aveva. Kota Hirano è una caricatura del mangaka omonimo, autore di Hellsing.
Shizuka Marikawa (鞠川 静香?, Marikawa Shizuka)
Doppiata da: Yukari Fukui (ed. giapponese), Chiara Francese (ed. italiana)
Infermiera della Fujimi High School, Shizuka è una giovane donna single bionda di 26 anni. Possiede un seno abbondantemente grande che è spesso un intermezzo comico nella storia. Decisamente indifesa rispetto al resto del gruppo. È l'unica ad avere la patente, e quindi ad essere in grado di utilizzare mezzi di trasporto. All'inizio della storia sarà salvata da Saeko. La dottoressa mostra spesso di essere abbastanza svampita e ingenua ma è di buon cuore e proprio per questo tutti i ragazzi si affezioneranno moltissimo a lei, nonostante in combattimento non sia in grado di fare niente. Shizuka è molto amica di Rika Minami, una tiratrice di precisione della squadra speciale d'assalto giapponese. Come infermiera ed unica adulta del gruppo, lei è la responsabile della salute di tutti gli altri e anche se sta ancora studiando per diventare dottore, le sue conoscenze sono già notevoli. Come Saya funge da madre alla piccola Alice, ma la sua è la parte della madre amorevole che consola la bambina nei momenti di sconforto e per questo Alice dorme spesso abbracciata a lei.
Alice Maresato (希里ありす?, Maresato Arisu)
Doppiata da: Ayana Taketatsu (ed. giapponese), Valentina Pallavicino (ed. italiana)
Bambina di sette anni salvata da Takashi, dopo che il padre è stato ucciso da alcune persone che si sono rifiutate di farli entrare in casa loro con un coltello legato a un bastone, si unisce quindi al gruppo. È molto legata a Kota e vede in lui il sostituto del padre, spesso la si vede in compagnia di un piccolo cane da lei salvato chiamato Zeke. È molto innocente e buona e ancora tanto infantile e si affeziona a tutti i compagni ribadendo più volte il desiderio di restare con tutti loro.

## Media

### Manga
Il manga, scritto da Daisuke Satō e disegnato da Shōji Satō, è stato serializzato dal 9 agosto 2006 sulla rivista mensile Monthly Dragon Age edita da Fujimi Shobō. La serie è stata interrotta dal 2008 al 2010, dopodiché è tornata in pausa a marzo 2011 ed stato infine pubblicato un ulteriore capitolo il 9 aprile 2013. L'opera è rimasta incompiuta dopo la morte di Daisuke Satō avvenuta il 22 marzo 2017. Fujimi Shobō e Kadokawa Shoten hanno raccolti i capitoli in 7 volumi tankōbon pubblicati dal 27 febbraio 2007 al 26 aprile 2011.
Una versione a colori del manga, dal titolo Highschool of the Dead - Color Edition (学園黙示録 HIGHSCHOOL OF THE DEAD FULL COLOR EDITION?) è stata serializzata a partire dal numero di febbraio 2011 di Monthly Dragon Age. Kadokawa Shoten ha pubblicato 7 volumi di questa versione dal 25 febbraio 2011 al 9 marzo 2013.
In Italia la serie è stata pubblicata da Panini Comics sotto l'etichetta Planet Manga nella collana Manga Extra dal 21 marzo 2010 al 17 dicembre 2011. L'edizione a colori è stata distribuita dallo stesso editore dal 31 maggio 2012 al 18 gennaio 2014.
La serie è stata distribuita anche negli Stati Uniti da Yen Press, in Spagna da Glénat, in Germania da Carlsen Verlag, in Brasile, Messico e Colombia da Panini Comics, in Canada e Francia da Pika Édition, in Polonia da Waneko e a Taiwan da Kadokawa Media.
Un manga 4-koma parodistico dal titolo Highschool of the Head (学園黙示録 HIGHSCHOOL OF THE HEAD?, Gakuen mokushiroku HIGHSCHOOL OF THE HEDDO) di SankakuHead è stato serializzato dal 9 settembre 2010 al 9 marzo 2011 sulla rivista Monthly Dragon Age edita da Fujimi Shobō. I capitoli sono stati raccolti in un singolo volume tankōbon il 6 maggio 2011. In Italia è stato pubblicato da Panini Comics sotto l'etichetta Planet Manga nella collana Manga Extra l'8 marzo 2014.
Un manga crossover, intitolato L'artbook di Highschool of the Dead e Triage X - Lightning Pop (佐藤ショウジアートワークス 学園黙示録HIGHSCHOOL OF THE DEAD＆トリアージＸ LIGHTNING POP?, Satō Shōji Ātowākusu: Gakuen Mokushiroku Haisukūru obu za Deddo & Toriāji Ekkusu Raitoningu Poppu), è stato pubblicato il 9 agosto 2012, e presenta i personaggi di Triage X, altra opera di Shōji Satō. In Italia è stato pubblicato da Panini Comics il 20 dicembre 2014.
L'autore della serie, Daisuke Satō, si ammalò nel 2008, il che rese molto difficile la continuazione del manga. Dopo la sua morte avvenuta nel 2017, Kawanakajima e Shōji Satō hanno concordato di interrompere la serie in modo da concentrarsi invece su Triage X.

#### Volumi
| Highschool of the Dead (7 volumi) |                  |                                                                             |                   |
| 1                                 | 27 febbraio 2007 | ISBN 978-4-04-712483-7                                                      | 21 marzo 2010     |
| 2                                 | 28 marzo 2007    | ISBN 978-4-04-712489-9                                                      | 23 maggio 2010    |
| 3                                 | 4 ottobre 2007   | ISBN 978-4-04-712515-5                                                      | 18 luglio 2010    |
| 4                                 | 6 marzo 2008     | ISBN 978-4-04-712537-7                                                      | 26 settembre 2010 |
| 5                                 | 5 settembre 2008 | ISBN 978-4-04-712563-6                                                      | 21 novembre 2010  |
| 6                                 | 7 luglio 2010    | ISBN 978-4-04-712673-2                                                      | 23 gennaio 2011   |
| 7                                 | 26 aprile 2011   | ISBN 978-4-04-712722-7 (ed. regolare) ISBN 978-4-04-712691-6 (ed. limitata) | 17 dicembre 2011  |
| Highschool of the Head (1 volume) |                  |                                                                             |                   |
| 1                                 | 6 maggio 2011    | ISBN 978-4-04-712725-8                                                      | 8 marzo 2014      |

### Anime

Logo della serie

Un adattamento anime è stato annunciato nel febbraio 2010 ed è stato trasmesso in Giappone su AT-X dal 5 luglio al 20 settembre 2010, con successive trasmissioni su TV Kanagawa, Tokyo MX, Chiba TV, KBS Kyoto, TV Aichi, TV Saitama e Sun TV. La serie, composta da 12 episodi, è stata prodotta da Geneon Universal Entertainment, Showgate, AT-X e Madhouse, diretta da Tetsurō Araki, presenta la sceneggiatura di Yōsuke Kuroda, il character design di  Masayoshi Tanaka e la colonna sonora di Takafumi Wada. Gli episodi sono stati raccolti in 6 volumi DVD e Blu-ray pubblicati da Geneon Universal Entertainment dal 22 settembre 2010 al 23 febbraio 2011. La sigla d'apertura della serie è HIGHSCHOOL OF THE DEAD cantata da Kishida Kyōdan e The Akeboshi Rockets. In chiusura invece vengono adoperate sigle differenti per ogni episodio, tutte cantate da Maon Kurosaki, queste in ordine sono: Kimi to taiyō ga shinda hi (君と太陽が死んだ日?) (ep. 1), Color me dark (ep. 2), Return to Destiny (ep. 3), Cold bullet blues (ep. 4), Memories of days gone by (ep. 5), Under the Honey Shine (ep. 6), Fuss Fuzz (ep. 7), The Place of Hope (ep. 8), Sky Jewel (ep. 9), The Last Pain (ep. 10), Hollow Man (ep. 11) e The Eternal Song (ep. 12). Il singolo della sigla d'apertura è stato pubblicato il 18 agosto 2010 da Geneon Universal Entertainment. Il singolo in versione CD include la versione televisiva e strumentale del brano e una nuova canzone chiamata Ripple (リプル?, Ripuru), oltre alla versione strumentale di quest'ultima. Un CD contenente tutte e 12 le sigle di chiusura cantate da Kurosaki è stato pubblicato da Geneon il 22 settembre 2010 insieme a una colonna sonora originale.
Un OAV, intitolato Drifters of the Dead, è stato pubblicato in Blu-ray in allegato con l'edizione limitata del settimo volume del manga uscito il 26 aprile 2011. Originariamente la sua uscita era prevista per febbraio dello stesso anno, ma in seguito è stato posticipato.
In Italia i diritti della serie sono stati rilevati da Yamato Video che l'ha trasmessa in streaming in versione sottotitolata dal 16 settembre 2013 sul canale YouTube Yamato Animation. L'edizione doppiata in italiano è stata pubblicata sul servizio di streaming PlayYamato, con i primi due episodi resi disponibili rispettivamente il 16 e il 23 dicembre 2015, mentre i restanti da gennaio 2016 con cadenza di vari episodi al mese. Tale versione è stata successivamente riproposta sul canale Man-ga dal 10 settembre al 19 novembre 2016. L'OAV Drifters of the Dead invece è uscito il 20 gennaio 2022 sul canale Anime Generation di Prime Video. Il doppiaggio italiano è stato svolto presso lo studio ADC Group di Milano sotto la direzione di Silvana Fantini. L'adattamento dei dialoghi dell'edizione italiana sono stati effettuati da Manuela Lomeo mentre la traduzione è stata affidata a Daniele Ceva. Il mixing è stato effettuato da Paolo Tiboni.

#### Episodi
| Nº  | Titolo italiano | In onda           | In onda          |
| Nº  | Titolo italiano | Giapponese        | Italiano         |
| 1   | Act 1 - Spring of the Dead (La primavera dei morti viventi) | 5 luglio 2010     | 16 dicembre 2015 |
| 1   | Una mattina come tante altre dell'aprile 2010, da un momento all'altro, un morto vivente aggredisce e morde un professore del liceo dove studia Takashi Komuro, e l'uomo, trasformatosi a sua volta, diffonde rapidamente il contagio in tutta la scuola. Prima che si diffonda il panico Takashi riesce a mettersi in salvo con la sua ex ragazza Rei e il suo migliore amico Hisashi, ma nella fuga verso il tetto Hisashi viene morso e Takashi è costretto ad ucciderlo. |                   |                  |
| 2   | Act 2 - Escape from the Dead (Fuggire dai morti viventi) | 12 luglio 2010    | 23 dicembre 2015 |
| 2   | Nello stesso momento in cui Takashi, Rei ed Hisashi fuggono verso il tetto altri due studenti, Saya Takagi e Kohta Hirano, cercano di sopravvivere all'assalto degli zombi che ormai hanno invaso la scuola, riuscendo a salvarsi grazie all'abilità di Kohta che costruisce un rudimentale fucile, e all'acume di Saya, che si accorge che i non morti sono ciechi. Anche la presidentessa del club di kendō, Saeko Busujima, è riuscita a sopravvivere, e porta in salvo anche l'infermiera della scuola, Shizuka Marikawa. I sei sopravvissuti si ritrovano nella sala professori, ma dopo aver ventilato l'idea di raggiungere ognuno la propria famiglia si rendono conto accendendo il televisore che il problema è molto più grave di quanto avrebbero mai potuto immaginare. |                   |                  |
| 3   | Act 3 - Democracy under the Dead (Democrazia sotto i morti viventi) | 19 luglio 2010    | 2 gennaio 2016   |
| 3   | Takashi e gli altri si rendono conto che il problema dei morti viventi non riguarda solo Tokyo o il Giappone, ma il mondo intero, e che più il tempo passa più la società si sgretola, piombando nell'anarchia. Nonostante ciò i ragazzi decidono di tentare comunque di raggiungere le proprie famiglie e lasciano la scuola a bordo di un grosso pullman, abbastanza grande da portarli tutti e abbastanza robusto da essere immune agli assalti degli zombi. Con loro ci sono anche un altro gruppetto di studenti guidati dal sinistro e malevolo professor Shido. Rei, che ha un conto aperto con lui e ne conosce la personalità, durante una sosta scende dal veicolo seguita da Takashi, ma l'esplosione di un autobus li lascia isolati. I due, recuperata una moto, sono costretti a proseguire da soli. |                   |                  |
| 4   | Act 4 - Running In The Dead (Correndo tra i morti viventi) | 26 luglio 2010    | 14 gennaio 2016  |
| 4   | Takashi e Rei, rimasti isolati dai loro compagni, cercano di raggiungere l'altra sponda del fiume dove si trova la stazione di polizia est, punto di incontro con il resto del gruppo, ma l'impresa è difficile dal momento che la maggior parte dei varchi sono bloccati. Recuperati un revolver da un'auto della polizia si fermano a fare benzina in un distributore dove vengono attaccati da un sopravvissuto impazzito che tenta di rapire e violentare Rei palpeggiandola. Takashi gli spara uccidendolo, mentre lui e Rei se ne vanno. |                   |                  |
| 5   | Act 5 - Streets of the Dead (Le strade dei morti viventi) | 2 agosto 2010     | 18 gennaio 2016  |
| 5   | Il governo giapponese cerca di evacuare alcune persone con voli speciali dall'Aeroporto Internazionale del Kansai, mentre un plotone della Forze Speciali comandato dall'agente Rika Minami tiene pulite le piste dagli zombi. Intanto in città, dopo essersi fatti strada tra zombi e sopravvissuti impazziti, Rei e Takashi scoprono che tutti i ponti sono bloccati dalla polizia, che cerca vanamente di contenere il diffondersi del contagio in tutta la città. Intanto i loro compagni, resisi conto che nulla di buono può venire dal restare con Shido e con gli studenti che ormai sono assuefatti a lui, abbandonano a loro volta l'autobus, ma cercando di attraversare l'unico ponte che potrebbe non essere presidiato vengono attaccati da una selva di non-morti, riuscendo a salvarsi grazie all'arrivo di Takashi e Rei. Visto che ormai si è fatta nuovamente sera e cercando un posto dove dormire, i ragazzi, su consiglio di Shizuka, raggiungono una casa ben protetta e al momento disabitata di una sua amica, che altri non è che l'agente Rika Minami. |                   |                  |
| 6   | Act 6 - In the Night of the Dead (Nella notte dei morti viventi) | 9 agosto 2010     | 26 gennaio 2016  |
| 6   | Nella casa di Rika il gruppo ha modo di riposarsi. Mentre Takashi e Kohta si occupano delle armi trovate nell'edificio con munizioni a sufficienza per tutti, le ragazze si rilassano facendo il bagno insieme. Intanto la situazione in città si fa sempre più tragica, tra civili terrorizzati e manifestanti infervorati che accusano la polizia di una fantomatica teoria del complotto per quanto sta accadendo; a quel punto la polizia a presidio dei varchi d'accesso, subito prima di venire abbandonata a sé stessa, viene autorizzata a sparare per uccidere anche sui civili per reprimere i disordini e mantenere l'ordine usando la politica della tolleranza zero. |                   |                  |
| 7   | Act 7 - Dead Night and the Dead Ruck (Morti notturni e la massa di morti) | 16 agosto 2010    | 2 febbraio 2016  |
| 7   | Durante la notte, un uomo e la figlia cercano rifugio in una casa vicino a quella dove si trovano i ragazzi. Ma gli zombi uccidono il padre mentre la bambina si salva. Nonostante la bambina corra un grosso rischio, poiché piangendo e gridando attira inconsapevolmente i non morti, i ragazzi decidono di andare in suo aiuto, riuscendo a salvare lei e un piccolo cane per poi scappare con l'humvee blindato che Rika teneva nel garage. |                   |                  |
| 8   | Act 8 - The Dead Way Home (I morti sulla strada di casa) | 23 agosto 2010    | 8 febbraio 2016  |
| 8   | Gli zombi assaltano l'Air Force One in volo dopo che la first lady era salita a bordo nascondendo il fatto che era stata morsa. Il Capo di Stato Maggiore e il Presidente degli Stati Uniti d’America vengono infettati entrambi, e quest'ultimo, prima di diventare uno zombi, scongiura di autorizzare l'ordine esecutivo 666D per scatenare una pioggia di missili ICBM contro tutte le nazioni che si apprestano a fare altrettanto contro gli Stati Uniti nell'ultimo disperato tentativo di arrestare il contagio. Intanto Takashi, i suoi compagni e la bambina appena salvata di nome Alice, a bordo dell’humvee, riescono finalmente a passare il fiume, ma nel tragitto verso la casa di Saya si ritrovano in trappola, con una barriera di filo spinato davanti e un'orda di zombi alle spalle. Incapaci di sfruttare appieno le loro armi, che alcuni di loro non sanno usare, in inferiorità numerica e con poche opzioni, i ragazzi sono con le spalle al muro e allora Saeko e Takashi decidono di separarsi dal gruppo per tentare di attirare l'attenzione dei non-morti su di loro. Il piano fallisce, ma all'ultimo il resto del gruppo è salvato da un plotone di vigili del fuoco apparsi dietro la barricata e guidati dalla madre di Saya. Takashi e Saeko sono invece costretti a trovare un'altra strada. |                   |                  |
| 9   | Act 9 - The Sword and Dead (La spada e morti) | 30 agosto 2010    | 15 febbraio 2016 |
| 9   | Takashi e Saeko cercano di trovare un percorso alternativo per raggiungere la casa di Saya, e per riuscirci devono farsi strada tra un esercito di non morti. Durante il combattimento Saeko rimane paralizzata davanti ad un gruppetto di bambini zombi, costringendo Takashi ad intervenire per difenderla. Una volta arrivati in un dojo per riposare, la ragazza racconta del suo passato, di quando malmenò fin quasi ad uccidere un balordo che aveva cercato di violentarla, e di come in lei vi sia una personalità sadica e sanguinaria che prova piacere nell'uccidere. Una persona, insomma, che non merita di essere amata, ma Takashi risponde a questa argomentazione baciandola. La mattina dopo gli zombi tornano all'attacco, e Saeko inizialmente rifiuta di farsi nuovamente soggiogare dalla sua personalità sadica, ma Takashi le afferra il seno e le dice che deve imparare ad accettarsi per quello che è, e che lui l'ha sempre ammirata, così la ragazza riacquista fiducia e massacra gli aggressori, permettendo ad entrambi di raggiungere finalmente la casa di Saya. |                   |                  |
| 10  | Act 10 - The Dead's House Rules (Le regole della casa dei morti viventi) | 6 settembre 2010  | 22 febbraio 2016 |
| 10  | Nella casa di Saya, pesantemente fortificata e dove hanno trovato rifugio molte persone, Takashi e gli altri si rendono presto conto di essere trattati come i ragazzi che sono, cosa che li infastidisce dopo che in tutto questo tempo sono stati in grado di cavarsela da soli contando sulle proprie forze; devono quindi scegliere se accettare questa situazione o ripartire e riconquistare l'indipendenza. Saya all'inizio si arrabbia con i suoi genitori, lui potente uomo politico lei affermata agente di borsa, accusandoli di non aver fatto niente per tentare di aiutarla, ma Takashi la schiaffeggia e le fa notare di quanto sia fortunata a sapere, almeno lei, che i suoi genitori sono vivi e stanno bene. Intanto il professor Shido, che si è conquistato l'assoluta devozione degli studenti che l'hanno seguito, raggiunge a sua volta la villa. |                   |                  |
| 11  | Act 11 - Dead storm rising (La crescente tempesta dei morti viventi) | 13 settembre 2010 | 29 febbraio 2016 |
| 11  | Tra i superstiti rifugiatisi a casa di Saya comincia a serpeggiare un crescente malumore che a fatica si riesce a controllare. Nel mentre i ragazzi decidono di ripartire per andare a cercare le loro famiglie, e anche Saya decide di andare con loro. Il padre della ragazza ha anche un breve colloquio con Saeko, raccontandole di come fosse stato allievo di suo padre e regalandole la propria spada con la quale la prega di proteggere Saya da lì in avanti. Poco dopo Rei incontra Shido che chiede riparo, e come lo vede gli punta contro il fucile raccontando il perché dell'astio nei suoi confronti: il padre di Rei stava indagando sul padre di Shido, un potente uomo politico accusato di corruzione che per ripicca aveva ottenuto dal figlio di far bocciare la ragazza. Il padre di Saya decide di lasciare a Rei la scelta di cosa fare di Shido, e lei decide di non ucciderlo ma di cacciarlo comunque dalla villa, abbandonandolo al suo destino. Nel mentre un sottomarino nucleare americano riceve l'ordine di lanciare missili ICBM contro Russia, Cina e Corea del Nord, e dalla stazione spaziale gli astronauti osservano sgomenti una pioggia di missili lanciati contemporaneamente da Stati Uniti e Russia l'uno contro l'altro. |                   |                  |
| 12  | Act 12 - All Dead's attack (Tutti i morti attaccano) | 20 settembre 2010 | 7 marzo 2016     |
| 12  | Le postazioni antiaeree dei vari Paesi riescono a respingere quasi tutti i missili lanciati dai rispettivi governi, ma uno di questi esplode sopra il Giappone provocando impulsi elettromagnetici che rendono inutile ogni apparecchio elettrico ed elettronico. Anche il pullman di Shido ne risente, proprio durante il percorrimento di una discesa: Shido non può frenare e il pullman, fuori controllo e a folle velocità, sbatte contro una barricata provocando la morte di tutti i passeggeri. Il padre di Saya tenta in ogni modo di arrestarne l'avanzata ma è tutto inutile, e in breve i non-morti dilagano nella villa facendo scempio di buona parte dei sopravvissuti. Prima che la situazione precipiti ulteriormente i ragazzi decidono di scappare, anche Saya, alla quale i genitori promettono che non moriranno e che prima o poi si ritroveranno per poi mettersi alla testa dei pochi sopravvissuti per tentare di raggiungere un nuovo rifugio. Takashi e gli altri a quel punto scappano dalla villa, ma fatti pochi chilometri sono costretti a fermarsi perché l'humvee si rompe. Abbandonato il mezzo e proseguendo a piedi, raggiungono infine il porto rimanendo di fatto gli unici sopravvissuti sulla terra. |                   |                  |
| OAV | Act 13 - Drifters of the Dead (I morti viventi alla deriva) | 26 aprile 2011    | 20 gennaio 2022  |
| OAV | Il soggetto della storia non è presente nel manga. I nostri amici hanno raggiunto con una barca un'isola deserta, sede una volta di un centro balneare. Sentendosi al sicuro, decidono di passare la giornata nuotando e rilassandosi. Verso sera Kota pesca degli strani pesci colorati da arrostire per cena e, mentre cuociono, scoprono che le foglie secche da loro usate per tenere vivo il fuoco provengono da una piantagione di ortensie: queste, quando bruciate, emettono un fumo dagli effetti allucinogeni ed eccitanti, che avrà conseguenze davvero impreviste e imbarazzanti sui ragazzi. Infatti inizialmente per colpa di queste ortiche Rei assieme a Shizuka e Saya tenteranno di sedurre sessualmente Takashi ma verrà preso in disparte da Saeko e si dirigeranno entrambi nella foresta. Nel frattempo Shizuka crederà di vedere la sua migliore amica Rika e Saya crederà di vedere la madre. Mentre Takashi e Saeko sono nel fogliame la ragazza confessa i suoi sentimenti baciandolo e i due hanno un rapporto. La mattina dopo però tutti si ritroveranno con delle amare sorprese: Rei e Saeko che scopriranno di aver fatto l’amore tra di loro, perché entrambe hanno scambiato l'altra per l'amato Takashi mentre Shizuka aveva scambiato Saya per la sua migliore amica e Saya aveva scambiato lei per sua madre ed erano state tutta la notte abbracciate. Ma la situazione più particolare toccherà proprio a Takashi, perché verrà ritrovato circondato da ragazze-zombie in bikini che respinge credendo siano le sue amiche che lo corteggiano. In seguito Saya, Saeko e Rei armate di fucili uccideranno le zombie salvando il loro amico. |                   |                  |

### Light novel
Una light novel intitolata Gakuen mokushi Highschool of the Dead owari no hi (学園黙示録 HIGHSCHOOL OF THE DEAD〈終わり〉の日?, Gakuen mokushi HIGHSCHOOL OF THE DEAD owari no hi, lett. "Apocalisse a scuola Highschool of the Dead: L'ultimo giorno") scritta da Daisuke Satō è stata serializzata sulla rivista Dragon Magazine da maggio a novembre 2008 per poi andare in pausa a tempo indeterminato. In seguito i capitoli sono stati inclusi nell'appendice del numero di settembre 2010 di Monthly Dragon Age e originariamente dovevano essere raccolti in un unico volume previsto per marzo 2011 ma rimasto inedito. A seguito della morte di Daisuke Satō avvenuta nel 2017, anche questa versione della storia è da considerarsi interrotta. La storia di base è la stessa del manga originale, ma sono presenti alcune differenze riguardo al passato dei protagonisti, ad esempio Takashi Komuro proviene da una famiglia prestigiosa e prima di frequentare le scuole superiori viveva sull'isola di Dejima, mentre Rei e Saya non sono amiche d'infanzia di Takashi ma sue compagne di classe fin dal primo anno di liceo.

### Videogioco
Un videogioco di simulazione di slot machine intitolato Slotter Mania V gakuen mokushiroku Highschool of the Dead (スロッターマニアV 学園黙示録 HIGHSCHOOL OF THE DEAD?, Surottā Mania V gakuen mokushiroku HIGH SCHOOL OF THE DEAD) è stato sviluppato e pubblicato da Dorart in Giappone il 10 ottobre 2013 per PlayStation Vita.

## Accoglienza

### Manga

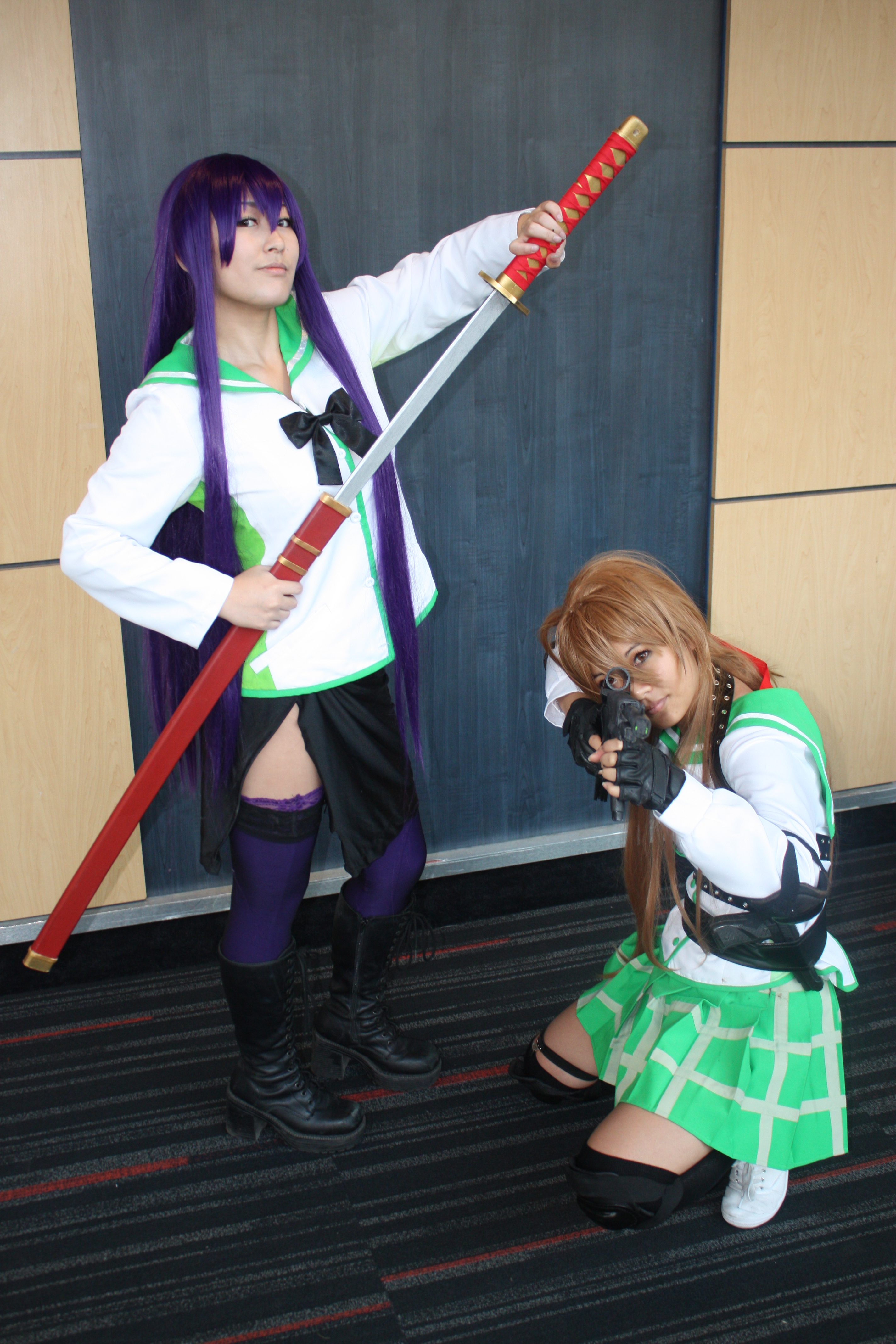
Cosplayers di Saeko e Rei all'Otakuthon 2014

In Giappone, il sesto volume del manga ha raggiunto il quinto posto nelle classifiche Oricon tra il 5 e l'11 luglio 2010, vendendo 92 040 copie, ed è stato al tredicesimo posto tra il 12 e il 18 luglio 2010, vendendo 43 714 copie per un totale di 135 754 copie. Il settimo volume ha raggiunto l'undicesimo posto tra il 2 e l'8 maggio 2011, vendendo 57 016 copie, il secondo posto tra il 9 e il 15 maggio 2011, vendendo 115 154 copie, e il diciannovesimo posto tra il 16 e il 22 maggio 2011, vendendo 34 362 copie per un totale di 206 532 copie. A maggio 2011, il manga aveva più di 3 milioni di copie in circolazione.
In Nord America, il secondo volume del manga ha raggiunto la lista dei manga più venduti del New York Times, raggiungendo il quarto posto tra il 24 e il 30 aprile 2011, il decimo posto tra il 1° e il 7 maggio 2011, e l'ottavo posto tra l'8 e il 14 maggio 2011.
Andy Hanley di UK Anime Network riassume il primo volume del manga come: "Niente di innovativo qui, ma un volume di divertimento insensato che porta tutto l'intrattenimento cruento di un'apocalisse zombie sulla pagina stampata". Nate Lanxon di Wired UK ne elogia la qualità produttiva pur non avendo un singolo elemento originale.
Al padiglione "Miglior e peggior manga del 2011" del San Diego Comic-Con, è stato elencato tra i "peggiori manga" in una serie di domande botta e risposta.

### Anime
Chris Beveridge di Mania.com trattando il primo episodio dell'anime ha affermato: "C'è molto da apprezzare qui se stai cercando qualcosa oltre i soliti drammi e commedie liceali degli ultimi anni". Carlo Santos di Anime News Network invece ha sostenuto che: "Altre recenti opere sugli zombie nell'intrattenimento occidentale hanno cercato di renderlo ironico, o postmodernista, o semplicemente sciocco, ma questo punta sull'horror puro e semplice e ce la fa in modo ammirevole". Zac Bertschy dello stesso sito web invece ha scritto: "Avrebbe potuto facilmente essere scritto da un generatore di script o da un fan dell'horror con 19 minuti a disposizione".
Andrea Stella di Everyeye.it ha ritenuto che nonostante l'anime abbia premesse accattivanti, l'opera decide quasi subito di cadere nei cliché del genere di riferimento, puntando molto poco sulla caratterizzazione dei personaggi in favore di uno scenario di sopravvivenza molto stereotipato. Sebbene in alcuni momenti la narrazione si avvicini a momenti ricchi di pathos, la progressione si rivela esageratamente prevedibile e l'opera cede in breve tempo agli stereotipi tipici degli shōnen, mostrando personaggi incapaci di evolversi durante l'arco narrativo e l'abbandonate fan service, inizialmente impiegato per alleggerire in alcuni punti la tensione, con il proseguire della storia diventa invasivo.
Nel marzo 2015, il Ministero della Cultura cinese ha annunciato una repressione riguardo ai siti web che presentano contenuti anime eccessivamente violenti o sessuali, e Highschool of the Dead è stato individuato come esempio per via dei suoi contenuti sessuali; il Ministero lo ha definito "al limite della pornografia". Il 12 giugno 2015, il Ministero della Cultura cinese ha inserito Highschool of the Dead tra i 38 titoli di anime e manga vietati in Cina.